# 郭洞村
28°48′48″N 119°49′49″E / 28.81333°N 119.83028°E
郭洞村位于中国浙江省武义县熟溪街道境内，于2003年10月被选为第一批中国历史文化名村。
郭洞村成村年代可上溯到宋代，因山环如郭、幽邃如洞，故名郭洞村。村内古建筑众多，其中有建立于明代万历年间的何氏宗祠，建于清代乾隆年间的鳌峰塔等。